# Ernest S. Wolf
Ernest Simon Wolf (* 23. Februar 1921 in Gelsenkirchen; † 22. August 2018) war ein deutsch-amerikanischer Arzt, Psychoanalytiker, Lehranalytiker, Assistant Professor und Autor. Er gilt als Schüler von Heinz Kohut.

## Leben
Wolf war der Sohn von Paul Max und Sybilla Wolf, geborene Hoffmann. Die Familie emigrierte 1939 aufgrund der Nürnberger Gesetze von 1935 in die Vereinigten Staaten von Amerika. Während des Zweiten Weltkrieges war er, von 1944 bis 1946, Mitglied der United States Army. Nach seiner Militärzeit beendete Wolf im Jahre 1950 sein Medizinstudium an der Universität von Maryland mit einem Doctor of Medicine (MD).
Als medical intern war er von 1950 bis 1951 am Jewish Hospital (Cincinnati, Ohio) tätig. Von 1951 bis 1955 praktizierte Wolf, in seiner ärztlichen Weiterbildungszeit, als resident in psychiatry, in der psychiatrischen Abteilung des Cincinnati General Hospitals. Sein erster Lehranalytiker war Maxwell Gitelson (1902–1965). Später am Psychoanalytischen Institut in Chicago, Institute for Psychoanalysis, an seiner alten Adresse in der 664 North Michigan Avenue, war es Charles Kligerman (1916–1996), bei dem er sich in den späteren 50er Jahren einer weiteren Lehranalyse unterzog.
Er wirkte später an der Northwestern University Medical School in Chicago als assistant professor psychiatry, wo er im Jahre 1956 ferner auch die Aufgaben als Ausbilder und Lehranalytiker am Institute for Psychoanalysis bis zum Jahre 1973 übernahm. Wolf war langjähriger Mitarbeiter von Heinz Kohut.
Neben Wolf zählten insbesondere noch John Emeric Gedo (1927), Arnold Goldberg (1929–2020), Michael Franz Basch (1929–1996), Paul Ornstein (1924–2017), Anna Ornstein (1927–2025) sowie Marian Tolpin und Paul Tolpin zum Kreis um Kohut hinzu.
Er war darüber hinaus auch in den wissenschaftlichen Beiräten des Center for Psychosocial Studies in Chicago sowie des Clinical-Developmental Institute in Belmont, Massachusetts tätig.
Wolf war seit dem 25. Oktober 1953 mit Ina Phillips verheiratet, beide haben zwei Kinder David Wolf und Elizabeth Morrall Wolf.

## Publikationen (Auswahl)
- Treating the Self: Elements of Clinical Self Psychology. The Guilford Press, New York / London 1989, ISBN 9780898627176 (Textauszug auf )
  - dt.: Theorie und Praxis der psychoanalytischen Selbstpsychologie. Übers. von Wolfgang Milch und Iris Hilke. Suhrkamp, Frankfurt am Main 1996, ISBN 978-3-518-58211-4
- The Viennese Chicagoan. In: Allen M. Siegel: Heinz Kohut and the psychology of the self. Routledge, London 1996, ISBN 978-0-415-08637-0, S. 7–18
- Comments on Heinz Kohut’s Conceptualization of a Bipolar Self. In: Benjamin Lee (Hrsg.): Psychosocial Theories of the Self. Proceedings of a Conference on New Approaches to the Self, held March 29–April 1, 1979, by the Center for Psychosocial Studies, Chicago, Illinois. Springer, Boston MA 1982, ISBN 978-1-4684-4337-0, S. 23–42
- Ambience and abstinence. The Annual of Psychoanalysis, Volume XXV, 4:101-116. International Universities Press, New York 1997, ISBN 978-1-13800-524-2
- Transference and Countertransference in the analysis of disorders of the self. Contemporary. Psychoanalysis,  (1979) 15: 577-594
- On the developmental line of selfobject relations. In: Arnold Goldberg (Hrsg.): Advances in Self Psychology. International Universities Press, New York 1980, S. 117–130
- Aspects of neutrality. Psychoanalytic Inquiry, (1983) 3:675-690.
- Disruptions in the psychoanalytic treatment of disorders of the self. In: Paul E. Stepansky, A. Goldberg (Hrsg.): Kohut's Legacy. The Analytic Press, Hillsdale, N. J. 1984, S. 143–156.
- Discrepancies between analysand and analyst in experiencing the analysis. In: A. Goldberg (Hrsg.): Progress in Self Psychology. Bd. 2., Guilford Press, New York 1986,

zusammen mit
- George H. Klumpner: Pagination Converter Relating the Gesammelte Werke to the Standard Edition of the Complete Psychological Works of Sigmund Freud. Internat. J. Psycho-Anal. 52, 1971, 207-224.
- Heinz Kohut: Die Störungen des Selbst und ihre Behandlungen. In: Handbuch der Psychologie. Band X, München 1980, S. 667–682